# Frenchtown
Frenchtown es un borough ubicado en el condado de Hunterdon en el estado estadounidense de Nueva Jersey. En el año 2010 tenía una población de 1.373 habitantes y una densidad poblacional de 392,29 personas por km².

## Geografía
Frenchtown se encuentra ubicado en las coordenadas 40°31′33″N 75°03′22″O / 40.52583, -75.05611.

## Demografía
Según la Oficina del Censo en 2000 los ingresos medios por hogar en la localidad eran de $52,109 y los ingresos medios por familia eran $62,132. Los hombres tenían unos ingresos medios de $42,321 frente a los $30,952 para las mujeres. La renta per cápita para la localidad era de $27,765. Alrededor del 3.3% de la población estaba por debajo del umbral de pobreza.